# Pomiar temperatury
Pomiar temperatury może być realizowany na wiele sposobów.
W zależności od interakcji pomiędzy badanym obiektem pomiarowym a czujnikiem pomiarowym wyróżnić można:
- pomiar dotykowy (pomiar kontaktowy) - czujnik (termometr) styka się z obiektem, którego temperaturę mierzymy
- pomiar bezdotykowy (pomiar bezkontaktowy) - poprzez pomiar parametrów promieniowania elektromagnetycznego emitowanego przez rozgrzane ciało (promieniowanie cieplne) np. długości fali, ilości emitowanej energii przez obiekt.

W zależności od wykorzystanych do pomiaru własności fizycznych czujnika pomiarowego, wyróżnić można pomiar z wykorzystaniem zjawiska:
- odkształcenia bimetalu,
- wytwarzania napięcia elektrycznego na styku dwóch metali (termopara) w różnych temperaturach,
- zmiany rezystancji elementu (termistor),
- zmiany parametrów złącza półprzewodnikowego (termometr diodowy)
- zmiany objętości cieczy, gazu lub długości ciała stałego (termometr, termometr cieczowy),
- parametrów promieniowania cieplnego ciała np. Pirometr,
- zmiana barwy - barwa żaru, barwa nalotowa stali, farba zmieniająca kolor pod wpływem temperatury,
- stożki Segera.